# Liste des épisodes d'Esprits criminels
La liste des épisodes d’Esprits criminels (Criminal Minds), série télévisée américaine, est constituée de 334 épisodes depuis le 22 septembre 2005.

## Première saison (2005-2006)
Composée de vingt-deux épisodes, elle a été diffusée du 22 septembre 2005 au 10 mai 2006 sur CBS, aux États-Unis.
Note : Attention, certains épisodes ont bénéficié d'un titre francophone différent lors de leurs diffusions en Belgique. Ils sont indiqués en second le cas échéant.
1. Les Profilers (Extreme Aggressor)
2. Par feu et par flammes / L'Épreuve du feu (Compulsion)
3. La Machine infernale / Copycat (Won't Get Fooled Again)
4. Les Yeux dans les yeux (Plain Sight)
5. Sœurs jumelles (Broken Mirror)
6. L'Homme à l'affût / Tueur longue distance (L.D.S.K.) (Long Distance Serial Killer)
7. Une affaire de famille (The Fox)
8. Cruauté sans limite (Natural Born Killer)
9. Le Septième Passager / Prise d'otage (Derailed)
10. La Face cachée du Diable (The Popular Kids)
11. Soif de sang (Blood Hungry)
12. Traque sans merci (What Fresh Hell?)
13. Doses mortelles / Poison (Poison)
14. Requiem / Un éclair vers la lumière (Riding the Lightning)
15. 20 ans après / Le Tueur de l'énigme (Unfinished Business)
16. La Voix des sages / La Tribu (The Tribe)
17. Coupables victimes / Le Justicier (A Real Rain)
18. Crimes à la une / Quelqu'un observe (Somebody's Watching)
19. Meurtres au féminin / Machisme (Machismo)
20. Un tueur sans visage / Noyades en série (Charm and Harm)
21. Les Témoins du secret (Secrets and Lies)
22. La Quête, première partie (The Fisher King: Part 1)

## Deuxième saison (2006-2007)
Le 6 mars 2006, la série a été renouvelée pour une deuxième saison de vingt-trois épisodes. Elle a été diffusée du 20 septembre 2006 au 16 mai 2007 sur CBS, aux États-Unis.
Note : Attention, certains épisodes ont bénéficié d'un titre francophone différent lors de leurs diffusions en Belgique. Ils sont indiqués en second le cas échéant.
1. La Quête, deuxième partie (The Fisher King: Part 2)
2. Vente en ligne (P911)
3. Cruelles vidéos / Tandem (The Perfect Storm)
4. Mise à nu / Psychodrame (Psychodrama)
5. Après la pause / Le Violeur Gentleman (The Aftermath)
6. Tueur d'enfants / Le Croque-Mitaine (The Boogeyman)
7. La Règle des trois (North Mammon)
8. Le Meilleur des mondes / La Planète vide (Empty Planet)
9. Le Dernier Mot (The Last Word)
10. Les Leçons du passé / Les Erreurs du passé (Lessons Learned)
11. Pulsions / Sexe, Naissance et Mort (Sex, Birth, Death)
12. De l'autre côté / Profiler profilé (Profiler, Profiled)
13. Face-à-face / Sans issue (No Way Out)
14. Péchés mortels / Sous emprise (The Big Game)
15. Confessions / Révélations (Revelations)
16. La Couleur de la mort / Du rêve à la mort (Fear and Loathing)
17. Fantôme de guerre (Distress)
18. L'Éventreur (Jones)
19. Le Pyromane / Incendies en série (Ashes and Dust)
20. Code d'honneur (Honor Among Thieves)
21. Les Proies / Saison de chasse (Open Season)
22. Morts anonymes / Le Nettoyeur (Legacy)
23. Le Retour de Frank / La Dernière Folie de Frank (No Way Out II: The Evilution of Frank)

## Troisième saison (2007-2008)
Le 15 mai 2007, la série a été renouvelée pour une troisième saison de vingt épisodes. Elle a été diffusée du 26 septembre 2007 au 21 mai 2008 sur CBS, aux États-Unis.
Note : Attention, certains épisodes ont bénéficié d'un titre francophone différent lors de leurs diffusions en Belgique. Ils sont indiqués en second le cas échéant.
1. Meurtres sur le campus / Peur sur le campus (Doubt)
2. L’Appât / L’Arrache cœur (In Name and Blood)
3. Morts de peur / Peur primale (Scared to Death)
4. Les Enfants de l'ombre (Children of the Dark)
5. Sept Secondes / Course contre la montre (Seven Seconds)
6. Avis de recherche / M'avez-vous vu ? (About Face)
7. En quête d’identité / Mimétisme (Identity)
8. Premier Rendez-vous / Une chance diabolique (Lucky)
9. Dernier Rendez-vous / Entre la vie et la mort (Penelope)
10. Le Justicier / À la nuit tombée (True Night)
11. Retour vers le passé / Atavismes (Birthright)
12. Témoins protégés / Troisième Vie (3rd Life)
13. Le Prix de l’ambition / Sous les projecteurs (Limelight)
14. Ancienne Blessure (Damaged)
15. Sa solution / L'Ange de la mort (A Higher Power)
16. Humiliés / Une mémoire d’éléphant (Elephant's Memory)
17. Le Caméléon / Un choix à faire (In Heat)
18. Femmes en danger / Harcèlement (The Crossing)
19. Amnésie / Le Poids du passé (Tabula Rasa)
20. Jeu de hasard… / Panique à New York (LO-FI)

## Quatrième saison (2008-2009)
Le 14 février 2008, la série a été renouvelée pour une quatrième saison de vingt-six épisodes. Elle a été diffusée du 24 septembre 2008 au 20 mai 2009 sur CBS, aux États-Unis.
Note : Attention, certains épisodes ont bénéficié d'un titre francophone différent lors de leurs diffusions en Belgique. Ils sont indiqués en second le cas échéant.
1. …Ou jeu de dupe / Danger imminent (Mayhem)
2. L'Ange de la mort / Les Constellations (The Angel Maker)
3. En cercle fermé / Perte minimum (Minimal Loss)
4. Un petit coin de paradis (Paradise)
5. Sur la route / Vagabond (Catching Out)
6. Instincts maternels / L'Instinct (The Instincts)
7. Tuer le père / Le Poids de la conscience (Memoriam)
8. Duel de maîtres / Le Chef-d'œuvre (Masterpiece)
9. Leçons de séduction (52 Pickup)
10. Le Feu aux poudres / Tueurs de flics (Brothers in Arms)
11. Monsieur tout le monde (Normal)
12. Bon voisinage / Frères de crime (Soul Mates)
13. Rite de passage / Étranges Rituels (Bloodline)
14. Froid comme l'amour / Amour funèbre (Cold Comfort)
15. Dans la gueule du loup / Le Copieur (Zoe's Reprise)
16. Tueuse de luxe / Plaisirs mortels (Pleasure Is My Business)
17. Esprit malin / Démonologie (Demonology)
18. L'Omnivore (Omnivore)
19. Chasse aux sorcières (House on Fire)
20. Alter ego / Double Personnalité (Conflicted)
21. L'Origine du mal / Tueurs d'enfants (A Shade of Gray)
22. Appel de détresse / La Grande Roue (The Big Wheel)
23. Mauvaise Conduite / Sur la route (Roadkill)
24. La Nouvelle Souche / Virus mortel (Amplification)
25. Voyage… / L'Enfer (To Hell…)
26. …Au bout de l'enfer / Complicité morbide (…And Back)

## Cinquième saison (2009-2010)
Le 19 mai 2009, la série a été renouvelée pour une cinquième saison de vingt-trois épisodes. Elle a été diffusée du 23 septembre 2009 au 26 mai 2010 sur CBS, aux États-Unis.
Note : Attention, certains épisodes ont bénéficié d'un titre francophone différent lors de leurs diffusions en Belgique et / ou Suisse. Ils sont indiqués en second le cas échéant.
1. Promesse tenue / Sans nom et sans visage (Nameless, Faceless)
2. Les Ombres du passé / Hanté (Haunted)
3. Sentences sans appel / Justice armée (Reckoner)
4. La Meute (Hopeless)
5. Du berceau à la tombe (Cradle To Grave)
6. Les Miroirs de l'âme (The Eyes Have It)
7. L'Enfer de Dante / L'Artiste (The Performer)
8. Blessures de guerre / Manipulation (Outfoxed)
9. Course contre la mort / Le Piège (100)
10. Une soirée presque parfaite / Séquestration (The Slave of Duty)
11. Représailles / Le Bon et le Méchant (Retaliation)
12. La poupée qui dit non / Collection macabre (The Uncanny Valley)
13. Jeux dangereux (Risky Business)
14. Parasite (Parasite)
15. L'Ennemi public (Public Enemy)
16. Hansel et Gretel / Les Ogres (Mosley Lane)
17. Le Roi solitaire (Solitary Man)
18. Travail d'équipes / Intime conviction (The Fight)
19. La Grande Faucheuse / Droit de passage (A Rite of Passage)
20. L'Homme illustré / Un millier de mots (…A Thousand Words)
21. Techniques de chasse / Le Chasseur (Exit Wounds)
22. Données privées / Traque sur internet (The Internet is Forever)
23. Plus sombre que la nuit, première partie / Le Prince des ténèbres, première partie (Our Darkest Hour)

## Sixième saison (2010-2011)
Cette saison de vingt-quatre épisodes a été diffusée du 22 septembre 2010 au 18 mai 2011 sur CBS, aux États-Unis.
Note : Attention, certains épisodes ont bénéficié d'un titre francophone différent lors de leurs diffusions en Belgique et / ou Suisse. Ils sont indiqués en second le cas échéant.
1. Plus sombre que la nuit, deuxième partie / Le Prince des ténèbres, deuxième partie (The Longest Night)
2. Contrainte et Forcée / J.J. (JJ)
3. Faire et Refaire / L'Imitateur (Remembrance of Things Past)
4. Noces mortelles / Le Mal dominant (Compromising Positions)
5. Indigne de confiance / L’Enfant meurtrier (Safe Haven)
6. Sous le masque / Le Diable d’Halloween (Devil's Night)
7. Dernier Week-end / Danse mortelle (Middle Man)
8. Étoiles filantes / Le Reflet du désir (Reflection of Desire)
9. Dans les bois / Au fond des bois (Into the Woods)
10. Résidents surveillés / Fille de tueur (What Happens At Home)
11. Liberté sous condition / À perpétuité (25 to Life)
12. Le Prix à payer (Corazon)
13. La Treizième Étape / Jusqu'à ce que la mort nous sépare (The Thirteenth Step)
14. La Mémoire des sens / Fragrance (Sense Memory)
15. Je sais ce que j’ai à faire / Emprise fatale (Today I Do)
16. Paroles et Musique / Témoin silencieux (Coda)
17. Garder le silence (Valhalla)
18. Lauren / La Confrontation (Lauren)
19. Mauvaises Influences (With Friends Like These…)
20. Accepter l'inacceptable (Hanley Waters)
21. Menace à domicile / Intrusion (The Stranger)
22. Chambre noire / La Remplaçante (Out of the Light)
23. Sous la surface / Pêche mortelle (Big Sea)
24. L'Offre et la Demande (Supply and Demand)

## Septième saison (2011-2012)
Le 17 mai 2011, la série a été renouvelée pour une septième saison de vingt-quatre épisodes. Elle a été diffusée du 21 septembre 2011 au 16 mai 2012 sur CBS, aux États-Unis.
Note : Attention, certains épisodes ont bénéficié d'un titre francophone différent lors de leurs diffusions en Belgique et / ou Suisse. Ils sont indiqués en second le cas échéant.
1. Tous pour elle (It Takes a Village)
2. Cinq Sens (Proof)
3. Dorado Falls (Dorado Falls)
4. Les Survivants (Painless)
5. Le Voleur d'enfants (From Childhood's Hour)
6. Épilogue / Les Premières Minutes (Epilogue)
7. Chasseur de tornades / Puzzle macabre (There's No Place Like Home)
8. Hope (Hope)
9. L'Effet Pygmalion (Self-Fulfilling Prophecy)
10. Vaincu par K.-O. (The Bittersweet Science)
11. Sous le signe du Zodiaque (True Genius)
12. La Mélodie du malheur (Unknown Subject)
13. Le Rouge et le Noir / La Martingale (Snake Eyes)
14. Crimes passionnels (Closing Time)
15. De rage et de haine (A Thin Line)
16. Tout pour mon fils (A Family Affair)
17. Je t'aime Tommy (I Love you, Tommy Brown)
18. Vice caché (Foundation)
19. Mise en scène / L'Ennemi du Diable (Heathridge Manor)
20. La Compagnie (The Company)
21. Comme un aimant (Divining Rod)
22. Cours magistral (Profiling 101)
23. Reine de carreau (Hit)
24. As de cœur (Run)

## Huitième saison (2012-2013)
Le 14 mars 2012, la série a été renouvelée pour une huitième saison de vingt-quatre épisodes. Elle a été diffusée du 26 septembre 2012 au 22 mai 2013 sur CBS, aux États-Unis.
Note : Attention, certains épisodes ont bénéficié d'un titre francophone différent lors de leurs diffusions en Belgique et / ou Suisse. Ils sont indiqués en second le cas échéant.
1. Le Silencieux (The Silencer)
2. Le Pacte (The Pact)
3. Jeux de miroir / Disparitions (Through the Looking Glass)
4. Le Complexe de dieu (God Complex)
5. Mère nature / Sur leurs traces (The Good Earth)
6. L'Élève et le Maître (The Apprenticeship)
7. Soldat pour toujours (The Fallen)
8. Sortie scolaire (The Wheels on the Bus…)
9. Les Mots rouges / In vino veritas (Magnificent Light)
10. Ainsi font, font, font (The Lesson)
11. Le Cycle de la mort (Perennials)
12. Zugzwang (Zugzwang)
13. Du sang sur la toile (Magnum Opus)
14. Ceux qui restent (All That Remains)
15. Thérapie de destruction (Broken)
16. Copie conforme / Le Copieur (Carbon Copy)
17. Le Poids des mots (The Gathering)
18. Meurtres préventifs (Restoration)
19. Un plat qui se mange froid (Pay It Forward)
20. Mauvaises Herbes (Alchemy)
21. Nounous chéries (Nanny Dearest)
22. Numéro 6 (#6)
23. Les Frères Hotchner (Brothers Hotchner)
24. Le Réplicateur (The Replicator)

## Neuvième saison (2013-2014)
Le 9 mai 2013, la série a été renouvelée pour une neuvième saison de vingt-quatre épisodes. Elle a été diffusée du 25 septembre 2013 au 14 mai 2014 sur CBS, aux États-Unis.
1. L'Inspiration (The Inspiration)
2. Les Inspirés (The Inspired)
3. Dans le viseur (Final Shot)
4. À leurs yeux (To Bear Witness)
5. Route 66 (Route 66)
6. Les Héritiers de Salem (In the Blood)
7. Le Cerbère (Gatekeeper)
8. Soldats malgré eux (The Return)
9. Les Racines de la haine (Strange Fruit)
10. Numéro masqué (The Caller)
11. Brutalisés (Bully)
12. La Reine noire (The Black Queen)
13. Tous coupables (The Road Home)
14. 24 heures pour J. J. (200)
15. Thérapie de couple (Mr. and Mrs. Anderson)
16. Gabby (Gabby)
17. Les Dessous de Las Vegas (Persuasion)
18. La Rage au corps (Rabib)
19. La Mémoire en morceaux (The Edge of Winter)
20. Histoires de famille (Blood Relations)
21. La Victime oubliée (What Happens In Mecklinburg)
22. Tragédies grecques (Fatal)
23. Anges déchus, première partie (Angels)
24. Démons, deuxième partie (Demons)

## Dixième saison (2014-2015)
Le 13 mars 2014, CBS a renouvelé la série pour une dixième saison. Elle a été diffusée du 1er octobre 2014 au 6 mai 2015 sur CBS, aux États-Unis.
1. Mort sous X (X)
2. Les Neuf Cercles (Burn)
3. L'Éclat de mille soleils (A Thousand Suns)
4. Sous la peau (The Itch)
5. Prisonniers (Boxed In)
6. Les Douze Coups de minuit (If the Shoe Fits)
7. Hashtag meurtre (Hashtag)
8. Les Enfants de Sudworth (The Boys of Sudworth Place)
9. La Goutte d'eau (Fate)
10. Amelia Porter (Amelia Porter)
11. Cryophilie (The Forever People)
12. Tête de liste (Anonymous)
13. La Dernière Enquête de Gideon (Nelson's Sparrow)
14. Un héros ordinaire (Hero Worship)
15. Le Cri (Scream)
16. Sous les verrous (Lockdown)
17. Les Lectrices (Breath Play)
18. L'Échiquier politique (Rock Creek Park)
19. Touristes en danger (Beyond Borders)
20. Une table bien dressée (A Place at the Table)
21. Peurs enfantines (Mr. Scratch)
22. Instinct protecteur (Protection)
23. Victimes à vendre (The Hunt)

## Onzième saison (2015-2016)
Le 11 mai 2015, la série a été renouvelée pour une onzième saison de vingt-deux épisodes. Elle a été diffusée du 30 septembre 2015 au 4 mai 2016 sur CBS, aux États-Unis.
Note : Attention, certains épisodes ont bénéficié d'un titre francophone différent lors de leurs diffusions en Belgique et / ou Suisse. Ils sont indiqués en second le cas échéant.
1. Sans un mot (The Job)
2. Un témoin très gênant (The Witness)
3. Jusqu'à ce que la mort nous sépare / Le Fiancé imaginaire ('Til Death Do Us Part)
4. Similitudes suspectes (Outlaw)
5. La Vengeance à l'œuvre (The Night Watch)
6. La Ville des exclus (Pariahville)
7. L'Objet du désir (Target Rich)
8. Cauchemar éveillé (Awake)
9. L'Ennemi de l'intérieur (Internal Affairs)
10. La Vie éternelle (Future Perfect)
11. Rencontre sous tension / Fin de la partie (Entropy)
12. La Lame du châtiment / Destination mortelle (Drive)
13. L'Influence d'une mère (The Bond)
14. Un père imaginaire / Un havre de paix (Hostage)
15. Souffle coupé (A Badge and a Gun)
16. Derek (Derek)
17. Le Marchand de sable (The Sandman)
18. La Fin d'une histoire (A Beautiful Disaster)
19. L'Imitateur / Déjà-vù (Tribute)
20. Un amour inconditionnel (Inner Beauty)
21. Un élève discipliné (Devil's Backbone)
22. La Grande Évasion (The Storm)

## Douzième saison (2016-2017)
Le 6 mai 2016, la série a été renouvelée pour une douzième saison. Elle a été diffusée du 28 septembre 2016 au 10 mai 2017 sur CBS, aux États-Unis.
Note : Attention, certains épisodes ont bénéficié d'un titre francophone différent lors de leurs diffusions en Belgique et / ou Suisse. Ils sont indiqués en second le cas échéant.
1. Tailler dans le vif (The Crimson King)
2. Au cœur du brasier (Sick Day)
3. Pensées interdites (Taboo)
4. Une pulsion animale (Keeper)
5. Un pour tous (The Anti-Terrorism Squad)
6. Perdus dans la nuit (Elliott's Pond)
7. À s'y méprendre (Mirror Image)
8. L'Épouvantail (Scarecrow)
9. Cas d'école (Profiling 202)
10. La Brebis galeuse / Éliminer à tout prix (Seek and Destroy)
11. Ensevelis (Surface Tension)
12. Malheur conjugal (A Good Husband)
13. Spencer (Spencer)
14. Les Uns après les autres / Perte de contrôle (Collision Course)
15. Le Mâle dominant / La Loi du plus fort (Alpha Male)
16. Lorsqu'il est trop tard… / Un fils pas comme les autres (Assistance Is Futile)
17. Dans l'obscurité / Terreur nocturne (In the Dark)
18. Sang pour sang (Hell's Kitchen)
19. Le Vrai Nord / La Bourse ou la Vie (True North)
20. Au mauvais endroit, au mauvais moment / Un passé ineffaçable (Unforgettable)
21. Un pas en avant… / Enfin libre (Green Light)
22. …Deux pas en arrière / Jeu de dupes (Red Light)

## Treizième saison (2017-2018)
Le 7 avril 2017, la série a été renouvelée pour une treizième saison de vingt-deux épisodes. Elle a été diffusée du 27 septembre 2017 au 18 avril 2018 sur CBS, aux États-Unis.
Note : Attention, certains épisodes ont bénéficié d'un titre francophone différent lors de leurs diffusions en Belgique et / ou Suisse. Ils seront indiqués en second le cas échéant.
1. Nouveau Départ (Wheels Up)
2. Surprise de minuit (To a Better Place)
3. L'Ange bleu (Blue Angel)
4. Liste noire (Killer App)
5. Réminiscences / Copie conforme (Lucky Strikes)
6. Avant la fin du monde (The Bunker)
7. Nouvelle Mue / La Haine dans la peau (Dust and Bones)
8. Mon heure de gloire / Le Tueur au néon (Neon Terror)
9. Théorie du complot / Au cœur de la conspiration (False Flag)
10. Plongeon mortel (Submerged)
11. Une ville sous influence (Full-Tilt Boogie)
12. Gare au loup (Bad Moon on the Rise)
13. Vengeance codée (Cure)
14. Souillure (Miasma)
15. Ingérence (Annihilator)
16. Dernier Soupir (Last Gasp)
17. La Piste aux étoiles / Sous le masque du clown (The Capilanos)
18. Chansons d'amour / Parade nuptiale (The Dance of Love)
19. Sur le fil du rasoir (Ex Parte)
20. Buffet à volonté (All You Can Eat)
21. Le Bruit de la mort / Un bruit dans la tête (Mixed Signals)
22. La Secte (Believer)

## Quatorzième saison (2018-2019)
Le 12 mai 2018, la série a été renouvelée pour une quatorzième saison de quinze épisodes. Elle est diffusée du 3 octobre 2018  au 6 février 2019 sur CBS, aux États-Unis.
Note : Attention, certains épisodes pourront bénéficier d'un titre francophone différent lors de leurs diffusions en Belgique et / ou Suisse. Ils seront alors indiqués en second le cas échéant.
1. Les Croyants de Ben (300)
2. Derrière les murs (Starter Home)
3. Règle numéro 34 (Rule 34)
4. Secret familial (Innocence)
5. Grandes Guibolles (The Tall Man)
6. Justice et Vengeance (Luke)
7. 27 minutes (Twenty Seven)
8. Ashley (Ashley)
9. Les Ailes brisées / Rechute (Broken Wing)
10. De chair et de sang (Flesh and Blood)
11. Une lueur dans la nuit (Night Lights)
12. Le Joueur de flûte (Hamelin)
13. Le Caméléon (Chameleon)
14. Le Mal incarné (Sick and Evil)
15. Action ou Vérité (Truth or Dare)

## Quinzième saison (2020)
Le 10 janvier 2019, la série a été renouvelée pour une quinzième et dernière saison de dix épisodes. Elle est diffusée du 8 janvier 2020 au 19 février 2020.
1. Dans la peau d'un autre (Under the Skin)
2. La Fille du serial killer (Awakenings)
3. Cliché mortel (Spectator Slowing)
4. Tu parles d'un samedi (Saturday)
5. Pour un frère (Ghost)
6. Un amour de Spencer (Date Night)
7. L'Autre Monde (Rusty)
8. Lien de parenté (Family Tree)
9. Le Retour de Lynch (Face Off)
10. Une toute dernière fois (And in the End)

## Seizième saison (2022-2023)
Le 25 février 2021, la plateforme Paramount+ reprend les droits et annonce un revival de la série. Le 2 février 2022, Paramount+ annonce que la suite de la série est en toujours en développement avec un casting quasiment identique. Seuls Matthew Gray Gubler (présent depuis la première saison) et Daniel Henney (présent depuis la dixième saison) ne sont pas présents pour cette nouvelle saison, sous-titrée Criminal Minds: Evolution. Faisant suite directe à Esprits Criminels, cette seizième saison sera composée de 10 épisodes, est diffusée du 24 novembre 2022 au 9 février 2023.
1. Ce n’est qu'un départ (Just Getting Started)
2. Sicarius (Sicarius)
3. Dressé pour tuer (Moose)
4. Meurtres en direct (Pay-Per-View)
5. Belles à croquer (Oedipus Wrecks)
6. Le Vice dans les veines (True Conviction)
7. Ce qui ne nous tue pas… (Pieces of Me)
8. Cochon pendu (Pas De Deux)
9. Memento Mori (Memento Mori)
10. Voie sans issue (Dead End)

## Dix-septième saison (2024)
Le 12 janvier 2023, Paramount+, annonce le renouvellement de la série pour une dix-septième saison de dix épisodes.
1. L'Effet de surprise (Gold Star)
2. Contagion (Contagion)
3. La Peur en face (Homesick)
4. Au royaume des aveugles… (Kingdom of the Blind)
5. L'Envers du complot (Conspiracy vs. Theory)
6. Petit Arrangement entre ennemis (Message in a Bottle)
7. Pure folie (Piranha)
8. Là où tout a commencé (North Star)
9. L'Ennemi public n°1 (Stars and Stripes)
10. La Dernière Pièce du puzzle (Save the Children)

## Dix-huitième saison (2025)
Le 5 juin 2024, veille du lancement de la dix-septième saison, Paramount+ annonce le renouvellement de la série pour une dix-huitième saison.
1. Titre français inconnu (Swimmer's Calculus)
2. Titre français inconnu (The Zookeeper)
3. Titre français inconnu (Time to Say Goodbye)
4. Titre français inconnu (I'm Fine, it's Fine, Everything is Fine)
5. Titre français inconnu (The Brutal Man)
6. Titre français inconnu (Hell is Empty…)
7. Titre français inconnu (All the Devils are Here)
8. Titre français inconnu (Tara)
9. Titre français inconnu (CollateRal)
10. Titre français inconnu (The Disciple)